# Psiloderces limosa
Psiloderces limosa là một loài nhện trong họ Ochyroceratidae. Loài này phân bố ở Sumatra.